# Елк-Рівер (Айдахо)
Елк-Рівер (англ. Elk River) — місто в окрузі Клірвотер, штат Айдахо, США. Згідно з переписом 2010 року населення становило 125 осіб, що на 31 особу менше, ніж 2000 року.

## Географія
Елк-Рівер розташований за координатами 46°46′59″ пн. ш. 116°10′52″ зх. д. / 46.78306° пн. ш. 116.18111° зх. д. (46.783070, -116.181138).  За даними Бюро перепису населення США в 2010 році місто мало площу 0,38 км², уся площа — суходіл.

### Клімат
| Клімат : Елк-Рівер      | Клімат : Елк-Рівер | Клімат : Елк-Рівер | Клімат : Елк-Рівер | Клімат : Елк-Рівер | Клімат : Елк-Рівер | Клімат : Елк-Рівер | Клімат : Елк-Рівер | Клімат : Елк-Рівер | Клімат : Елк-Рівер | Клімат : Елк-Рівер | Клімат : Елк-Рівер | Клімат : Елк-Рівер | Клімат : Елк-Рівер |
| Показник                | Січ.               | Лют.               | Бер.               | Квіт.              | Трав.              | Черв.              | Лип.               | Серп.              | Вер.               | Жовт.              | Лист.              | Груд.              | Рік                |
| Абсолютний максимум, °C | 12,2               | 17,2               | 22,2               | 30,6               | 35,0               | 35,6               | 40,0               | 41,7               | 37,8               | 31,1               | 18,9               | 14,4               | 41,7               |
| Середній максимум, °C   | 1,2                | 4,3                | 7,7                | 12,2               | 17,7               | 21,9               | 27,5               | 27,5               | 22,2               | 14,6               | 5,6                | 1,1                | 13,6               |
| Середній мінімум, °C    | −7,6               | −6,4               | −4,3               | −0,9               | 2,6                | 6,1                | 7,6                | 6,8                | 3,1                | −0,8               | −3,6               | −6,9               | −0,3               |
| Абсолютний мінімум, °C  | −35                | −31,7              | −30,6              | −11,7              | −7,2               | −2,8               | −3,3               | −2,8               | −6,7               | −15,6              | −31,1              | −38,3              | −38,3              |
| Норма опадів, мм        | 136                | 101                | 86                 | 74                 | 73                 | 63                 | 26                 | 28                 | 42                 | 70                 | 120                | 128                | 949                |
| Днів з опадами          | 16                 | 12                 | 12                 | 11                 | 11                 | 10                 | 5                  | 5                  | 6                  | 10                 | 14                 | 14                 | 126,0              |
| ----------------------- | ------------------ | ------------------ | ------------------ | ------------------ | ------------------ | ------------------ | ------------------ | ------------------ | ------------------ | ------------------ | ------------------ | ------------------ | ------------------ |
| Джерело: WRCC           |                    |                    |                    |                    |                    |                    |                    |                    |                    |                    |                    |                    |                    |

## Демографія

### Перепис 2010 року
За даними перепису 2010 року, у місті проживало 125 осіб у 65 домогосподарствах у складі 31 родин. Густота населення становила 321,7 ос./км². Було 152 помешкання, середня густота яких становила 391,2/км². Расовий склад міста: 100,0 % білих. Іспанці та латиноамериканці незалежно від раси становили 3,2 % населення.
Із 65 домогосподарств 9,2 % мали дітей віком до 18 років, які жили з батьками; 46,2 % були подружжями, які жили разом; 1,5 % мали господиню без чоловіка, і 52,3 % не були родинами. 50,8 % домогосподарств складалися з однієї особи, у тому числі 20 % віком 65 і більше років. У середньому на домогосподарство припадало 1,92 мешканця, а середній розмір родини становив 2,90.
Середній вік жителів міста становив 52,4 року. Із них 12,8 % були віком до 18 років; 2,4 % — від 18 до 24; 19,2 % від 25 до 44; 44 % від 45 до 64 і 21,6 % — 65 років або старші. Статевий склад населення: 52,8 % — чоловіки і 47,2 % — жінки.
Середній дохід на одне домашнє господарство  становив 35 888 доларів США (медіана — 24 844), а середній дохід на одну сім'ю — 47 029 доларів (медіана — 37 188). За межею бідності перебувало 29,4 % осіб, у тому числі 90,5 % дітей у віці до 18 років та 2,3 % осіб у віці 65 років та старших.
Цивільне працевлаштоване населення становило 39 осіб. Основні галузі зайнятості: освіта, охорона здоров'я та соціальна допомога — 23,1 %, мистецтво, розваги та відпочинок — 17,9 %, публічна адміністрація — 15,4 %, виробництво — 15,4 %.

### Перепис 2000 року
За даними перепису 2000 року, у місті проживало 156 осіб у 75 домогосподарствах у складі 54 родин. Густота населення становила 430,2 ос./км². Було 136 помешкань, середня густота яких становила 375,1/км². Расовий склад міста: 95,51 % білих, 0,64 % азіатів, and 3,85 % людей, які зараховують себе до двох або більше рас. Іспанці та латиноамериканці незалежно від раси становили 0,64 % населення.
Із 75 домогосподарств 13,3 % мали дітей віком до 18 років, які жили з батьками; 66,7 % були подружжями, які жили разом; 2,7 % мали господиню без чоловіка, і 26,7 % не були родинами. 21,3 % домогосподарств складалися з однієї особи, у тому числі 8,0 % віком 65 і більше років. У середньому на домогосподарство припадало 2,08 мешканця, а середній розмір родини становив 2,38 особи.
Віковий склад населення: 13,5 % віком до 18 років, 1,9 % від 18 до 24, 19,2 % від 25 до 44, 41,0 % від 45 до 64 і 24,4 % років і старші. Середній вік жителів — 53 року. Статевий склад населення: 53,8 % — чоловіки і 46,2 % — жінки.
Середній дохід домогосподарств у місті становив $30 000, родин — $31 250. Середній дохід чоловіків становив $29 375 проти $17 500 у жінок. Дохід на душу населення в місті був $16 082. Приблизно 11,3 % родин і 14,1 % населення перебували за межею бідності, включаючи 27,8 % віком до 18 років і 8,9 % від 65 і старших.